# Kasachisches Alphabet
Unter der Bezeichnung kasachisches Alphabet werden mehrere Alphabete zur Verschriftung der kasachischen Sprache zusammengefasst. Offiziell wird Kasachisch bislang in arabischer und vor allem in kyrillischer Schrift geschrieben. Die Einführung eines lateinischen Alphabets als allgemeinverbindlicher Standard soll bis 2031 vollzogen sein.

## Geschichte
Das Kasachische erhielt erst spät eine Schriftsprache. Vorher dienten die überregionalen Verkehrssprachen wie das Tschagataische als Schriftsprache. Erst im 18. Jahrhundert erhielt die kasachische Sprache ein eigenes Alphabet auf Basis der arabischen Schrift.

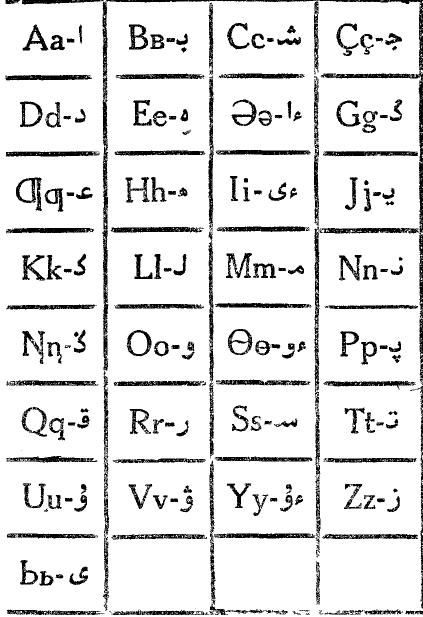
Originalalphabet und entsprechendes arabisches Alphabet (1931)

Als die Sowjetunion entstand, wurde für die im Gebiet der Sowjetunion lebenden Kasachen 1926 zunächst auf Basis des einheitlichen Alphabetes ein lateinisches Alphabet entwickelt. Elf Jahre später wurde dieses dann, wie alle Alphabete der Turksprachen auf dem Gebiet der Sowjetunion, durch ein auf dem Kyrillischen basierendes Alphabet ersetzt. Dieses Alphabet hat in Kasachstan bis heute Bestand. Die Kasachen, die in der Volksrepublik China leben, schreiben ihre Sprache offiziell in arabischer Schrift, wobei diese weiterentwickelt wurde, sodass alle Vokale der kasachischen Sprache unterschieden werden können.
1998 wurde ein neues kasachisch-kirgisisches Lateinalphabet vorgestellt, welches aus Kostengründen für beide Sprachen entworfen wurde. Dieses Alphabet wurde bisher allerdings noch nicht als offizielles Alphabet eingeführt, obwohl es bereits vereinzelt eingesetzt wird. Die kasachische Nachrichtenagentur Kazinform führte für ihre Internetseite am 16. April 2004 parallel zur kyrillischen auch diese lateinische Schreibweise ein, was vor allem den im Ausland in Ländern mit lateinischer Schrift lebenden Kasachen zugutekommen soll. Inzwischen ist auch die Internetpräsenz der kasachischen Regierung in lateinischer Schrift abrufbar. 2007 hat der damalige kasachische Präsident noch einmal bestätigt, dass an der Einführung des lateinischen Alphabets festgehalten wird. Im Dezember 2012 gab die kasachische Regierung bekannt, dass 2025 mit der Einführung des lateinischen Alphabetes zu rechnen sei. 2017 wurde diese Einführung dann offiziell beschlossen und ein offizielles neues Lateinalphabet vorgestellt.
Auch die kasachischsprachige Wikipedia kann je nach Wunsch im Lateinalphabet von vor 2017, im kyrillischen Alphabet von 1937 und in arabischem Alphabet dargestellt werden.

## Alphabet
Zu den verschiedenen lateinischen Versionen siehe Abschnitt Lateinisches Schriftsystem.
| А а | Ә ә | Б б | В в | Г г | Ғ ғ | Д д |
| Е е | Ё ё | Ж ж | З з | И и | Й й | К к |
| Қ қ | Л л | М м | Н н | Ң ң | О о | Ө ө |
| П п | Р р | С с | Т т | У у | Ү ү | Ұ ұ |
| Ф ф | Х х | Һ һ | Ц ц | Ч ч | Ш ш | Щ щ |
| Ъ ъ | Ы ы | І і | Ь ь | Э э | Ю ю | Я я |

## Kyrillisches Schriftsystem
Das kasachisch-kyrillische Alphabet wird sowohl in Kasachstan als auch in der Mongolei verwendet. Im neunzehnten Jahrhundert führte der kasachische Pädagoge Ybyrai Altynsarin das kyrillische Schriftsystem erstmal bei den Kasachen ein. Sowohl die russische Missionsbewegung als auch von Russland geförderte Schulen haben zur Festigung der kyrillischen Schrift im neunzehnten und dem frühen zwanzigsten Jahrhundert deutlich beigetragen. Später wurde das Alphabet von Sarsen Amanscholow überarbeitet und in seiner diesmaligen Form übernommen. Diese beinhaltet 42 Buchstaben: 33 Buchstaben aus dem gewöhnlichen russischen Alphabet der neuesten Rechtschreibreform sowie neun zusätzliche, völlig neu entwickelte Buchstaben, um die kasachisch-eigenen Laute wiederzugeben: Ә, Ғ, Қ, Ң, Ө, Ұ, Ү, Һ, І; bis 1957 wurde jedoch Ӯ anstelle von Ұ verwendet. Zu Beginn wurden die kasachischen Buchstaben hinter das russische Alphabet eingeordnet, mit der Zeit ergab sich aber eine Reihenfolge, in der ähnliche Laute oder Buchstabenvorbilder hinter die jeweiligen russischen Buchstaben sortiert wurden.
Die Buchstaben В, Ф, Х, Ц, Ч, Ъ, Ь und Э (sowie seit 1957 auch Ё) existieren zwar im Alphabet als Relikt der russischen Alphabet-Vorlage, werden jedoch in keinem kasachischen Erbwort verwendet.
Von ihnen werden Ё, Ц, Ч, Ъ, Ь und Э nur in russischen Lehnwörtern verwendet, um die ursprüngliche Orthographie beizubehalten. Der Buchstabe Х ähnelt in der Aussprache dem kasachischen Қ. Der Buchstabe Һ wird nur in arabisch-persischen Lehnwörtern verwendet und wird oft wie ein emphatisches K ausgesprochen (Lautwert /q/, vergleiche arabischen Buchstaben ق [Qāf], oder das griechische Ϙ [Qoppa]). Der Buchstabe Щ wird für das lange Ш verwendet in drei Erbwörtern (ащы „bitter“, тұщы „salzlos“, кеще „dumm“) mit Ableitungen und in Lehnwörtern.
Der Buchstabe И gibt den betonten Vokal [i] wieder, der aus den Buchstabenkombinationen ЫЙ /əj/ und ІЙ /ɪj/ entlehnt ist. Der Buchstabe У steht für /w/ und den betonten Vokal [u], welcher aus den Buchstabenkombinationen ҰУ /ʊw/, ҮУ /ʉw/, ЫУ /əw/ und ІУ /ɪw/ entstand.

## Arabisches Schriftsystem
Das arabische Schriftsystem ist noch immer das offizielle Alphabet der kasachischen Minderheit in der Volksrepublik China. Dort wurde es im 11. Jahrhundert eingeführt und als traditionelles Alphabet bis zur 1924 erfolgten Einführung eines lateinisch basierten Alphabets benutzt. Im selben Jahr veröffentlichte auch Achmet Baitursynuly ein reformiertes Alphabet, um spezifische kasachische Laute, die im Arabischen nicht existieren, auch im Arabo-Kasachischen schriftlich wiedergeben zu können, was zuvor nicht möglich war. So repräsentieren die Buchstaben گ, ڭ, پ, ۉ, ۆ, ۋ, ۇ, ٷ, ٶ, ى, ٸ und چ diese speziellen Laute. Manche dieser Zeichen wurden schon zuvor im Persischen oder anderen arabischen Alphabeten verwendet und von dort entlehnt.
Das arabisch-kasachische Alphabet beinhaltet 29 Buchstaben sowie das „große Hamza“, welches am Wortanfang steht und ein Wort mit einem weichen Vokal anlauten lässt. Die Schreibrichtung dieses arabisch basierten Alphabetes folgt der aller arabischen Alphabete.

### Buchstabenformen im arabisch-kasachischen Alphabet
| Isolierte Form | Anfangsform | Mittelform | Endform | Buchstabenname    | Kyrillisch |
| -------------- | ----------- | ---------- | ------- | ----------------- | ---------- |
| ا              |             |            | ـا      | әліп              | а          |
| ٵ              |             |            | ـٵ      | һәмзә-әліп        | ә          |
| ب              | بـ          | ـبـ        | ـب      | ба                | б          |
| ۆ              |             |            | ـۆ      | уау құсбелгі      | в          |
| گ              | گـ          | ـگـ        | ـگ      | гәф               | г          |
| ع              | عـ          | ـعـ        | ـع      | аин               | ғ          |
| د              |             |            | ـد      | дәл               | д          |
| ە              |             |            | ـە      | һә                | е          |
|                |             |            |         |                   | ё          |
| ج              | جـ          | ـجـ        | ـج      | жим               | ж          |
| ز              |             |            | ـز      | заин              | з          |
| ي              | يـ          | ـيـ        | ـي      | я екі ноқат       | и          |
| ي              | يـ          | ـيـ        | ـي      | я екі ноқат       | й          |
| ك              | كـ          | ـكـ        | ـك      | кәф               | к          |
| ق              | قـ          | ـقـ        | ـق      | қаф               | қ          |
| ل              | لـ          | ـلـ        | ـل      | ләм               | л          |
| م              | مـ          | ـمـ        | ـم      | мим               | м          |
| ن              | نـ          | ـنـ        | ـن      | нун               | н          |
| ڭ              | ڭـ          | ـڭـ        | ـڭ      | еңге/кәф үш ноқат | ң          |
| و              |             |            | ـو      | уау               | о          |
| ٶ              |             |            | ـٶ      | һәмзә-уау         | ө          |
| پ              | پـ          | ـپـ        | ـپ      | па                | п          |
| ر              |             |            | ـر      | ра                | р          |
| س              | سـ          | ـسـ        | ـس      | син               | с          |
| ت              | تـ          | ـتـ        | ـت      | та                | т          |
| ۋ              |             |            | ـۋ      | уау үш ноқат      | у          |
| ۇ              |             |            | ـۇ      | уау дамма         | ұ          |
| ٷ              |             |            | ـٷ      | һәмзә-уау дамма   | ү          |
| ف              | فـ          | ـفـ        | ـف      | фа                | ф          |
| ح              | حـ          | ـحـ        | ـح      | ха                | х          |
| ھ              | ھـ          | ـھـ        | ـھ      | һә екі көз        | һ          |
| چ              | چـ          | ـچـ        | ـچ      | ха үш ноқат       | ч          |
| ش              | شـ          | ـشـ        | ـش      | шин               | ш          |
|                |             |            |         |                   | щ          |
|                |             |            |         |                   | ъ          |
| ى              | ىـ          | ـىـ        | ـى      | я                 | ы          |
| ٸ              | ٸـ          | ـٸـ        | ـٸ      | һәмзә-я           | і          |
|                |             |            |         |                   | ь          |
| ە              |             |            |         | һә                | э          |
| يۋ             |             |            |         |                   | ю          |
| يا             |             |            |         |                   | я          |
| ٴ              |             |            |         | һәмзә             |            |
| لا             |             |            | ـلا     | ләм-әліп          | ла         |

## Lateinisches Schriftsystem
| A a (А а)     | Ä ä (Ә ә) | B b (Б б)     | D d (Д д) | E e (Е е) | F f (Ф ф) | G g (Г г) | Ğ ğ (Ғ ғ) |
| H h (Х х,Һ һ) | I ı (І і) | İ i (Й й,И и) | J j (Ж ж) | K k (К к) | L l (Л л) | M m (М м) | N n (Н н) |
| Ñ ñ (Ң ң)     | O o (О о) | Ö ö (Ө ө)     | P p (П п) | Q q (Қ қ) | R r (Р р) | S s (С с) | Ş ş (Ш ш) |
| T t (Т т)     | U u (У у) | Ū ū (Ұ ұ)     | Ü ü (Ү ү) | V v (В в) | Y y (Ы ы) | Z z (З з) |           |

Ein mit dem türkischen Alphabet eng verwandtes Lateinalphabet wurde zwischen 1927 und 1940 in der Sowjetunion benutzt, bis es vom kyrillischen Alphabet ersetzt wurde. Kasachischsprachige, die auch das lateinische Schriftsystem kannten, benutzten vereinzelt auch andere Varianten dieses Schriftsystems, das auf dem türkischen Alphabet aufbaute.
In der Volksrepublik China wurde eine Variante des lateinischen Alphabets 1964–84 eingeführt. Danach erfuhr die früher benutzte arabische Schrift in chinesischen Regionen ein Comeback.
Als Modernisierungsmaßnahme hat die kasachische Regierung Pläne entwickelt, um das immer noch aktuelle kyrillische Alphabet nun endgültig durch die lateinische Schrift zu ersetzen. 2007 wurde damit begonnen, Kosten und Folgen eingehender zu evaluieren. Obwohl zunächst keine abschließende Entscheidung für eine bestimmte Variante des lateinischen Alphabets oder für Rechtschreibvorschriften vorlag, sind einige Internetseiten der kasachischen Regierung zwischenzeitlich bereits sowohl in kyrillischer als auch in lateinischer Schrift abrufbar. Zu ihnen zählen www.government.kz, die offizielle Internetpräsenz der Regierung, und die Website der Kazinform (auch unter dem Namen „QazAqparat“ bekannt).
Am 13. Dezember 2007 offenbarte jedoch der kasachische Präsident Nursultan Nasarbajew, den Wechsel der Schrift nicht allzu sehr vorantreiben zu wollen: „Seit 70 Jahren lesen und schreiben die Kasachen kyrillisch. Über 100 Nationalitäten leben in unserem Staat. Wir brauchen also Stabilität und Frieden. Wir sollten den Alphabetwechsel deshalb nicht überstürzen“.
Ab 2017 wurde die Schriftreform jedoch wieder aktiv vorangetrieben. Am 26. Oktober 2017 erließ Nursultan Nasarbajew eine Verordnung, die die Umstellung auf lateinische Schrift bis 2025 vorsieht. Gleichzeitig wurde eine nun offizielle Version des neuen kasachischen Lateinalphabets vorgestellt. Dieses Alphabet enthielt bewusst keine Digraphen (wie z. B. „sh“ und „ch“ im Englischen) oder diakritische Zeichen (wie z. B. „ç“ oder „ö“ im Türkischen). Stattdessen wurden die Buchstaben der kasachischen kyrillischen Schrift direkt in lateinische Standardbuchstaben überführt.
Da das Kasachische jedoch mehr Laute hat, als das lateinische Alphabet Buchstaben, wurden anfänglich für alle Laute, für die es im lateinischen Alphabet keine direkte Entsprechung gibt, Apostrophen verwendet: a’ g’ i’ n’ o’ s’ c’ u’ y’. Man beachte, dass das Graphem c’ in der alphabetischen Reihenfolge auf s’ und nicht wie allgemein erwartet auf b folgt. (Das Graphem c wird nicht verwendet.)
Im Frühjahr 2018 jedoch wurde dieses Lateinalphabet noch einmal leicht modifiziert und die Apostrophe wurden überwiegend durch Akzente ersetzt. So tritt für a’ nun á. Dieses Prinzip gilt, wie die aufgeführte Tabelle zeigt, auch für die übrigen mit einem Apostroph ergänzten Grapheme. Darüber hinaus wurden die Laute [ʃ] und [ʧ], die bisher durch s’ und c’ symbolisiert wurden, durch die Diagraphen sh und ch ersetzt. Weitere Modifikationen gab es 2019
und 2021.

## Antike Schriftsysteme
Folgende Schriftsysteme wurden ebenfalls früher in Kasachstan verwendet, haben heute jedoch keine besondere Bedeutung mehr für die Kasachen:

### Runenschrift
Orchon-Runen haben große Ähnlichkeiten zu germanischen Runen. Sie werden von rechts nach links gelesen, während germanische Runen im Gegensatz dazu von links nach rechts zu lesen sind. Dieses Schriftsystem wurde in einigen Gebieten Kasachstans vom fünften bis zum zehnten Jahrhundert verwendet. Die Sprache der Inschriften war die Sprache der Kök-Türken.

### Textbeispiel
Artikel 1 der Allgemeinen Erklärung der Menschenrechte
| Kasachischer Text | Kasachischer Text | Kasachischer Text | Kasachischer Text | Kasachischer Text | Deutscher Text |
| kyrillische Schrift | arabische Schrift | lateinische Schrift von 2021 (aktuellste Version) | lateinische Schrift von 2018 | lateinische Schrift vor 2017 | Deutscher Text |
| --- | --- | --- | --- | --- | --- |
| Барлық адамдар тумысынан азат және қадір-қасиеті мен құқықтары тең болып дүниеге келеді. Адамдарға ақыл-парасат, ар-ождан берілген, сондықтан олар бір-бірімен туыстық, бауырмалдық қарым-қатынас жасаулары тиіс. | بارلىق ادامدار تۋمىسىنان ازات جانە قادىر-قاسيەتى مەن كۇقىقتارى تەڭ بولىپ دۇنيەگە كەلەدى. ادامدارعا اقىل-پاراسات، ار-وجدان بەرىلگەن، سوندىقتان ولار ءبىر-بىرىمەن تۋىستىق، باۋىرمالدىق قارىم-قاتىناس جاساۋلارى ءتيىس. | Barlyq adamdar tumysynan azat jäne qadır-qasietı men qūqyqtary teñ bolyp düniege keledı. Adamdarğa aqyl-parasat, ar-ojdan berılgen, sondyqtan olar bır-bırımen tuystyq, bauyrmaldyq qarym-qatynas jasaulary tiıs. | Barlyq adamdar týmysynan azat jáne qadir-qasıeti men quqyqtary teń bolyp dúnıege keledi. Adamdarǵa aqyl-parasat, ar-ojdan berilgen, sondyqtan olar bir-birimen týystyq, baýyrmaldyq qarym-qatynas jasaýlary tıis. | Barlıq adamdar tumasınan azat jäne qadir-qasiyeti men quqıqtarı teñ bolıp düniyege keledi. Adamdarğa aqıl-parasat, ar-ojdan berilgen, sondıqtan olar bir-birimen tuwıstıq, bawırmaldıq qarım-qatınas jasawları tiyis. | Alle Menschen sind frei und gleich an Würde und Rechten geboren. Sie sind mit Vernunft und Gewissen begabt und sollen einander im Geiste der Brüderlichkeit begegnen. |